# Gustave Hervé
Gustave Hervé (Brest, 2 gennaio 1871 – Parigi, 25 ottobre 1944) è stato un politico francese.
All'inizio della sua attività fu socialista, antimilitarista e pacifista ma successivamente divenne ultranazionalista dichiarando il suo patriottismo nel 1912 dopo essere stato scarcerato dopo 26 mesi per aver pubblicato materiale antimilitarista.

## Biografia
Nel 1919 Hervé costituì il Parti socialiste national (PSN), che promosse la "co-operazione di classe" e la solidarietà. Questo "socialismo nazionale" di Hervé venne presto trasformato in una forma di "fascismo francese" e quando Benito Mussolini prese il potere in Italia, con la marcia su Roma, Hervé lo indicò come "il mio coraggioso camerata italiano".
Il PSN non ebbe mai molti sostenitori, così Hervé tentò di risollevare le sorti del partito, nel 1925, ridenominandolo Parti de la République autoritaire. Nel 1927, il nome venne riportato all'originario Parti socialiste national. Quando Marcel Bucard entrò a far parte della rivista La Victoire, la denominazione del partito divenne La Milice socialiste nel 1932.
Nel 1936, sostenne l'eroe di guerra francese maresciallo Philippe Pétain, ma prese le distanze da lui nel 1940. Morì nel 1944 e fu oggetto di vessazioni, negli anni della guerra, da parte dei politici della Francia di Vichy  per le sue critiche pubblicate su La Victoire.
Al soprano italo-statunitense e beniamina di Arturo Toscanini, Herva Nelli, venne dato il nome di battesimo tratto dal cognome di Gustave Hervé.